# خوف

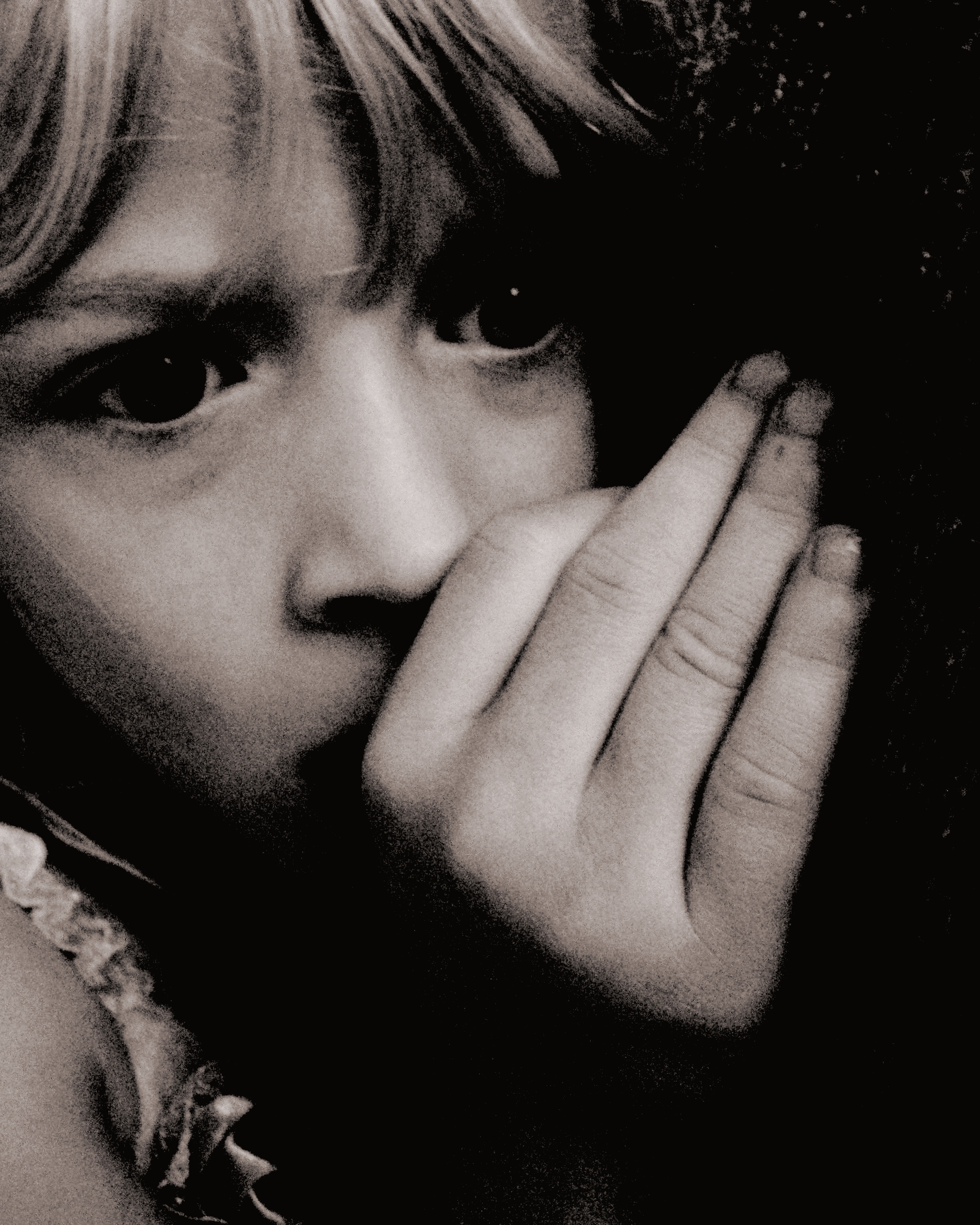
طفل يظهر عليه الخوف لوجوده في بيئة غير آمنة

الخَوْف أو المَخَافَة أو الخَشْيَة هو الشعور الناجم عن الخطر أو التهديد المتصور ويحدث في أنواع معينة من الكائنات الحية، ويقوم بدوره بالتسبب في تغير في وظائف الأيضية والعضوية ويفضي في نهاية المطاف إلى تغيير في السلوك، مثل الهروب، الاختباء، أو التجمد تجاه الأحداث المؤلمة التي يتصورها الفرد. وقد يحدث الخوف في البشر ردا على تحفيز معين يحدث في الوقت الحاضر، أو تحسبا كتوقع وجود تهديد محتمل في المستقبل كوجود خطر على الجسم أو الحياة عموما. وتنشأ استجابة الخوف من تصور لوجود خطر ما، مما يؤدي إلى المواجهة معه أو الهروب منه وتجنبه (المعروف أيضا باسم استجابة القتال أو الطيران)، وهذه الاستجابة في الحالات القصوى من الخوف (الرعب والرَّهْبَة) يمكن أن تؤدي إلى التجمد أو الشلل.
في البشر والحيوانات، يتم تعديل الخوف من خلال عملية الإدراك والتعلم. وبالتالي فيمكن الحكم على الخوف بأنه خوف عقلاني (منطقي) أو الخوف المناسب، وهناك أيضا الخوف غير العقلاني (غير منطقي) أو غير المناسب. ويسمى الخوف غير العقلاني بالرهاب.
اقترح علماء النفس مثل جون واطسون، روبرت بولتشك، وبول أيكمن أن هناك مجموعة صغيرة من العواطف الأساسية أو الفطرية وأن الخوف أحد هذه العواطف. وتشمل هذه المجموعة المفترضة مشاعر أخرى مثل تفاعل حاد للكرب، الغضب، القلق، الخوف، الرعب، الفرح، الذعر، والحزن.
يرتبط الخوف ارتباطا وثيقا بالتوتر، ولكن ينبغي أن يفرق بين الخوف والتوتر، والذي يحدث نتيجة التهديدات التي ينظر إليها على أنها لا يمكن السيطرة عليها أو لا يمكن تجنبها. وتخدم استجابة الخوف غريزة البقاء على قيد الحياة عن طريق توليد الاستجابات السلوكية المناسبة.

## الأعراض والعلامات
ترتبط العديد من التغييرات الفسيولوجية في الجسم باستجابة الخوف، نلخصها في استجابة القتال أو الطيران، وهي استجابة فطرية لمواجهة الخطر، وتعمل من خلال تسريع معدل التنفس، ومعدل ضربات القلب، انقباض الأوعية الدموية الطرفية مما يؤدي إلى احمرار وتوسع الأوعية المركزية، وزيادة توتر العضلات بما فيها عضلات المتعلقة بالبصيلات الشعرية وتسبب «القشعريرة»، والتعرق، وزيادة نسبة السكر في الدم (ارتفاع سكر الدم)، وزيادة الكالسيوم في الدم، وزيادة في خلايا الدم البيضاء، وحالة اليقظة التي تؤدي إلى اضطراب النوم و«الفراشات في المعدة» (عسر الهضم). هذه الآلية البدائية قد تساعد الكائن الحي في البقاء على قيد الحياة إما بالهرب أو محاربة الخطر. ومع سلسلة من التغيرات الفسيولوجية يدرك العقل الواعي عاطفة الخوف.

## أسباب الخوف
يصاب الناس بمخاوف محددة نتيجة عملية التعلم. وقد تمت دراسة هذا الأمر في علم النفس فيما يعرف بتكييف الخوف أو الخوف الاشتراطي (Fear conditioning)، بدءا من جون واطسون في تجربة ليتل ألبرت (Little Albert experiment) في عام 1920، والتي كانت مستوحاة من مراقبة طفل لديه خوف غير عقلاني من الكلاب. وفي هذه الدراسة، كان لدى الصبي عمره 11 شهرا خوفا شرطيا تجاه الفئران البيضاء في المختبر. وأصبح هذا الخوف معمما ليشمل الأشياء البيضاء ذات الفرو الأخرى كالأرنب، والكلب، وحتى كرة القطن.
الخوف يمكن أن يُتعلم من خلال تجربة أو مشاهدة حادث مؤلم مخيف. على سبيل المثال، إذا كان الطفل يسقط في بئر ويكافح للخروج، فقد يتطور لديه الخوف من الآبار، أو المرتفعات (رهاب المرتفعات)، أو الأماكن المغلقة (رهاب الاحتجاز)، أو المياه (رهاب الماء). وهناك دراسات تبحث في مناطق الدماغ التي تتأثر عندما يتعلق الأمر بالخوف. وبالنظر في هذه المناطق (مثل اللوزة)، فقد اُقترح أن الشخص يتعلم الخوف بغض النظر عما إذا كان قد تعرض لصدمات نفسية، أو مجرد أنه قد لاحظ الخوف في نفوس الآخرين. وفي دراسة أنجزها اندرياس اولسون، كاثرين نيرنج وإليزابيث فيلبس وجدت أن اللوزة قد تأثرت على حد سواء عندما يشاهد الشخص شخص آخر يمر بحدث مخيف مع علمه بأن نفس الحدث ينتظره، وكذلك عند مروره هو ذاته في وقت لاحق بنفس الحدث المخيف. وهذا يوحي بأن الخوف يمكن أن يتطور في كلا الحالتين، وليس فقط من المعاناة الذاتية.
يتأثر الخوف بالسياق الثقافي والتاريخي. على سبيل المثال، في أوائل القرن العشرين، خاف العديد من الأميركيين من شلل الأطفال، وهناك اختلافات بين الثقافات حول كيفية استجابة الناس للخوف.
على الرغم من أن العديد من المخاوف هي مكتسبة من البيئة المحيطة، إلا أن القدرة على الخوف هي جزء من الطبيعة البشرية. وقد وجدت العديد من الدراسات أن بعض المخاوف (مثل الخوف من الحيوانات، أو المرتفعات) هي أكثر شيوعا من غيرها (مثل الخوف من الزهور أوالسحب). وهذه المخاوف هي أيضا أسهل إثارة في المختبر. وتعرف هذه الظاهرة باسم التأهب. وبسبب أن البشر الأوائل كانوا أسرع خوفا من المواقف الخطيرة فقد كانوا أكثر عرضة للبقاء على قيد الحياة والتكاثر، ونظر التأهب ليكون تأثير وراثي نتيجة الاصطفاء الطبيعي.
ومن وجهة نظر علم النفس التطوري، فقد تكون المخاوف المختلفة هي تكيفات مختلفة كانت مفيدة في ماضينا التطوري، وأنها قد وضعت خلال فترات زمنية مختلفة. وبعض المخاوف مثل الخوف من المرتفعات، قد تكون مشتركة بين كل الثدييات وتطورت خلال الحقبة الوسطى. كما أن المخاوف الأخرى، مثل الخوف من الثعابين، قد تكون مشتركة بين جميع السعالي وتطورت خلال الحقبة المعاصرة. ومخاوف أخرى، مثل الخوف من الفئران والحشرات، قد تكون فريدة من نوعها للبشر وتطورت خلال العصر الحجري القديم والعصر الحجري الحديث.
والخوف يكون شديد إذا كان الخطر الملحوظ شديد وجديته شديدة، والعكس صحيح.

### أعلى عشر أنواع في الولايات المتحدة
في استطلاع مؤسسة غالوب 2005 (الولايات المتحدة)، طُلب من عينة من المراهقين الذين تتراوح أعمارهم بين 13 و 17 أن يدونوا أكثر ما يخشون منه. كان السؤال مفتوح النهاية وتمكن المشاركون من قول ما يريدون. وكانت أعلى المخاوف بالترتيب هي: الهجمات الإرهابية، العناكب، الموت، الفشل، الحرب، الجنائية أو عنف العصابات، الوحدة، والمستقبل، والحرب النووية.
في تقدير لأكثر ما يخشاه الناس، حلل المؤلف بيل تانسر () الاستعلامات الأكثر شيوعا على الإنترنت التي تتضمن عبارة: «الخوف من...» بعد افتراض أن الناس يميلون للحصول على معلومات حول القضايا التي تهمهم أكثر من غيرها. وكانت قائمته للعشرة الأوائل من المخاوف التي نشرت 2008 تحتوي على الطيران، المرتفعات، المهرجين، العلاقة الحميمة، والموت، الرفض، الناس، الثعابين، الفشل، والقيادة.

### الرهابات المشتركة
وفقا للاستطلاعات، فبعض المخاوف الأكثر شيوعا هي الخوف من الشياطين والأشباح، وجود الشر القوى، الصراصير، العناكب، الثعابين، المرتفعات، المياه، الأماكن المغلقة، الأنفاق، الجسور، الإبر، الرفض الاجتماعي، الفشل، الامتحانات والتحدث أمام الجموع.

### الخوف من الموت
يعتبر قلق الموت متعدد الأبعاد. ويغطي «المخاوف المتعلقة بوفاة الشخص نفسه، وموت الآخرين، والخوف من المجهول بعد الموت، والخوف من الطمس، والخوف من عملية الموت، والذي يتضمن الخوف من الموت البطيء والموت المؤلم».
قام الفيلسوف شيلي كاغان بجامعة ييل بفحص الخوف من الموت عام 2007 في دورة مفتوحة، عن طريق فحص الأسئلة التالية: هل الخوف من الموت استجابة مناسبة معقولة؟ ما هي الشروط المطلوبة وما هي الظروف المناسبة لشعور الخوف من الموت؟ ما هو المقصود من الخوف ومقدار الخوف المناسب؟ ووفقا لكاغان فإن الخوف بشكل عام حتى يؤدي لمعنى يجب أن تتحقق فيه ثلاثة شروط: وجوه الخوف يجب أن يكون «شيئا سيئا»، يجب أن يكون هناك فرصة لا يمكن إغفالها أن الحالة السيئة ستحدث، ً والحاجة لوجود بعض الشكوك حول الحالة السيئة للأمور. ويجب أن يكون مقدار الخوف مناسب لحجم «السوء». فإذا لم يتم استيفاء الشروط الثلاثة، فيعتبر الخوف العاطفة غير ملائمة. ويقول، بأن الموت لا يستوفي هذه المعايير، حتى لو كان الموت هو «حرمان من الأشياء الجيدة»، وحتى إذا كان الشخص يعتقد في الآخرة المؤلمة.
في دراسة أجريت عام 2003 من 167 امرأة و 121 رجلا، تتراوح أعمارهم بين 65-87، وانخفاض في النجاعة الذاتية وقد تم قياس الخوف من الموت من خلال «مقياس الخوف من الموت متعدد الأبعاد» الذي تضمن 8 مستويات فرعية للخوف من الموت، الخوف من الميت، الخوف من التعرض للتدمير، الخوف من المجهول، الخوف من إدراك الموت، الخوف من الجسد بعد الموت، والخوف من الموت قبل الأوان. في تحليل التسلسل الهرمي تنبئ بأن أقوى نوع من أنواع الخوف من الموت «انخفاض فعالية الصحة الروحية»، والتي تعرف بأنها المعتقدات المتعلقة بقدرة المرء على توليد الإيمان والقوة الداخلية.
يمكن أن يكون التدين ذو صلة بالخوف من الموت عندما يتم تصوير الآخرة على أنها وقت العقاب. «التدين الجوهري»، بدلا من مجرد «التورط ديني الرسمي أو الظاهر» وقد وجد أن ذلك يتناسب عكسيا مع قلق الموت. وفي عام 1976 أوضحت دراسة من مختلف الطوائف المسيحية أن من كان أكثر التزاما بالعلاقة كان أقل خوفا من الموت. ووجدت الدراسة وجود علاقة سلبية بين الخوف من الموت و«التحفظات الدينية».[بحاجة لمصدر]

### الخوف من المجهول
سبب الخوف من المجهول أو الخوف غير المبرر أو غيير العقلاني هو التفكير السلبي (القلق) الذي ينشأ التوتر. كثير من الناس يخافون من «المجهول». ويمكن أن يتفرع الخوف غير العقلاني إلى العديد من المجالات مثل الخوف من الآخرة، الخوف من السنوات المقبلة، أو حتى الخوف من يوم الغد. في هذه الحالات استخدام المتخصصين «الدليل المزيف يظهر كما لو كان حقيقي» كتعريف. فكون الشخص خائفا يجعله يستبق ويفاقم ما قد ينتظره بدلا من التخطيط والتقييم. على سبيل المثال استمرار التعليم الأكاديمي، فمعظم المربين يرون في ذلك مخاطر قد تسبب لهم الخوف والتوتر وأنهم يفضلون تعليم الأشياء التي يعرفوها بدلا من الذهاب وإجراء البحوث حول الأشياء الجديدة، وهذا يمكن أن يؤدي إلى عادات مثل الكسل والتسويف، كما أن الغموض في المواقف التي تميل إلى أن تكون غير مؤكدة وغير متوقعة يمكن أن يسبب القلق والمشاكل النفسية والجسدية الأخرى في بعض السكان. وخاصة أولئك الذين ينخرطون باستمرار. على سبيل المثال الحرب التي تمزقها الصراعات أو الأماكن، والإرهاب، والانتهاك... الخ. سوء الأبوة والأمومة التي تغرس الخوف يمكن أيضا أن توهن نفسية الطفل ونمو شخصيته.

## آلية حدوث الخوف
غالبا ما تجرى الدراسات المختبرية على الفئران لفحص اكتساب وانقراض استجابات الخوف المشروط، وفي عام 2004، قم الباحثين باكساب فئران خوف مشروط تجاه حافز معين، من خلال صدمة كهربائية، كما تمكن الباحثون في ذلك الحين من التتسبب في انقراض هذا الخوف المشروط، لدرجة أنه لم تعد الأدوية أو المخدرات قادرة على تقديم المزيد من المساعدة في عملية الانقراض، ومع ذلك فقد أظهرت الفئران علامات تجنب التعلم وليس الخوف، بتجنب المنطقة التي جلبت الألم لفئران الاختبار، وينظر إلى تجنب التعلم في الفئران باعتباره الاستجابة المشروطة، وبالتالي فإن السلوك يمكن أن يكون غير مشروط، كما دعمت الدراسة السابقة. وتعتبر الردود المنعكسة الدفاعية لأنواع محددة (Species-specific defense reactions (SSDRs)) أو تجنب التعلم في الطبيعي هي الميل المحددة لتجنب تهديدات أو مؤثرات معينة، أو هي كيف تنجو الحيوانات في البرية. ويتقاسم البشر والحيوانات على حد سواء هذه الردود الفعل الدفاعية لأنواع محددة، مثل الهروب، والقتال، والتي تشمل أيضا العدوان الزائف، أو العدوان الوهمي أو التخويفي، ورد الفعل التحمدي تجاه التهديدات، والتي يسيطر عليها الجهاز العصبي الودي. ويتم تعلم هذه الردود الفعلية بسرعة كبيرة من خلال التفاعلات الاجتماعية بين آخرين من نفس الأنواع والأنواع الأخرى، والتفاعل مع البيئة. وهذه الردود المنعكسة لا يمكن نسيانها بسهولة، وبالتالي فإن الحيوان الذي ينجو هو الحيوان الذي يعرف بالفعل ما التهديد الذي يخشاه وكيفية تجنب هذا التهديد، على سبيل المثال في البشر رد الفعل على رؤية ثعبان، فكثير يقفزون إلى الوراء قبل حتى إدراك ما هو سبب القفز بعيدا عنه، وفي بعض الحالات يكتشف أنه عصا بدلا من كونه ثعبان.
وكما هو الحال مع العديد من وظائف الدماغ، فهناك مناطق مختلفة من الدماغ تشارك في فك رموز الخوف في البشر والأنواع غير البشرية الأخرى. وتصل اللوزة كلا الاتجاهين بين قشرة الفص الجبهي، وتحت المهاد، والقشرة الحسية، والحصين، المهاد، الحاجز، وجذع الدماغ. كما تلعب اللوزة دورا هاما في هذه الردود المنعكسة، مثل مركب amygdalofugal والذي يعتبر ضروري للتعلم المصاحب (associative learning)، ويتم تعلم الردود المنعكسة من خلال التفاعل مع البيئة والأخرين من نفس النوع، ويتم إنشاء رد الفعل العاطفي فقط بعد أن يتم ترحيل الإشارات بين مناطق مختلفة من الدماغ، وتفعيل الجهاز العصبي الودي، الذي يسيطر على استجابة الهروب والقتال، والتجمد، والخوف. وغالبا ما يتسبب التلف في اللوزة في ضعف إدراك الخوف (مثل حالة الإنسان من المريض، وهذا الضعف يمكن أن يتسبب في افتقار الأنواع المختلفة للإحساس بالخوف، وغالبا ما يمكن أن تصبح واثقة أكثر مما ينبغي، ومواجهة نظرائهم الأكبر، أو السير قداما تجاه المخلوقات المفترسة.
أراد روبرت بولس (1970)، وهو باحث في جامعة واشنطن، أن يفهم ردود الفعل الدفاعي للأنواع المحددة وتجنب التعلم بين الحيوانات، ولكنه وجد أن نظريات تجنب التعلم والأدوات التي كانت تستخدم لقياس هذا الاتجاه قد خرجت عن النطاق العالم الطبيعي، ووضع نظرية رد الفعل الدفاعي للأنواع المعينة. وهناك ثلاثة أشكال منها: الهروب، القتال (العدوان الزائف)، أو التجميد، وحتى الحيوانات المستأنسة لها ردود فعل عكسية، وفي تلك اللحظات يعتبر هذه الحيوانات قد عادت إلى المعايير الرجعية وتصبح «وحشية» مرة أخرى. يقول الدكتور بولس أن الاستجابات غالبا ما تعتمد على تعزيز إشارة السلامة أو الأمان، وليس إكراه المحفزات المشروطة. وإشارة الأمان يمكن أن تكون مصدرا من التغذية المرتجعة أو حتى تغيير للتحفيز.

## إدارة الخوف

### الأدوية
يتم العلاج الدوائي للخوف والرهاب عبر اللوزة باستخدام كورتيزون. وفي دراسة واحدة، تعطلت مستقبلات الكورتيزون في النواة المركزية للوزة من أجل فهم أفضل لآليات الخوف وتكييف الخوف. وتم تثبيط الكورتيزون باستخدام ناقلات lentiviral التي تحتوي recombinase والتي تم حقنها في الفئران. وأظهرت النتائج أن تعطل مستقبلات جلايكورتيكود منع السلوك المشروطة للخوف. وتعرض الفئران لمنبهات سمعية تسببت لهم في التجميد بشكل طبيعي. ومع ذلك، لوحظ وجود انخفاض التجميد في الفئران التي أعاقت مستقبلات الكورتيزون. [72]

### علم نفسي
حقق العلاج السلوكي المعرفي نجاحا باهرا في مساعدة الناس التغلب على الخوف. لأن الخوف هو أمر أكثر تعقيدا من مجرد نسيان أو حذف الذكريات، فإن النهج الفعال والناجح ينطوي على مواجهة الناس مرارا لمخاوفهم. من خلال مواجهة مخاوفهم بطريقة آمنة يمكن للشخص فيها أن يقلل من الذاكرة أو المحفزات التي تثير الخوف، وتعرف هذه الطريقة باسم «العلاج التعرض»، وهذا العلاج يمكن أن يساعد في علاج نسبة تصل إلى 90% من الأشخاص المصابون بنوع محدد من الرهاب.

## المجتمع والثقافة

### الموت
الخوف من النهاية ووجودها هو بعبارة أخرى الخوف من الموت. وقد أدي الخوف من الموت إلى وجود العديد من الطقوس في حياة أجدادنا. وقد صممت هذه الطقوس للحد من هذا الخوف، وقد ساعدوا في جمع الأفكار الثقافية التي لدينا الآن في الوقت الحاضر، كما ساعدت هذه الطقوس أيضا على الحفاظ على الأفكار الثقافية، وكانت نتائج وأساليب الوجود الإنساني قد تغيرت في نفس الوقت الذي تغير فيه التكوين الاجتماعي، يمكن للمرء أن يقول أن تشكيل المجتمعات حدث لأن الناس كانوا يعيشون في حالة من الخوف. ونتيجة لهذا الخوف اضطر الناس إلى توحيد صفوفهم لمحاربة المخاطر معا بدلا من محاربتها فرادي.

### الدين
تمتلئ الأديان بالمخاوف المختلفة التي عاني منها البشر في أنحاء قرون عديدة. وهذه المخاوف ليست مجرد ميتافيزيقية (بما في ذلك مشاكل الحياة والموت) ولكن أيضا أخلاقية، وينظر إلى الموت على أنه حدود إلى عالم آخر، ومن شأن ذلك العالم الأخر أن يختلف باختلاف حياة الفرد وطريقة عيشه وسلوكه، ولم يتم العثور على أصل هذا الخوف غير المادي في العالم الحالي. بمعنى أنه يمكننا أن نفترض أن الخوف كان له تأثير كبير على أشياء مثل الأخلاق، لكن هذا الافتراض، ومع ذلك، يتطاير في مواجهة المفاهيم مثل الاخلاقية المطلقة أو الشمولية الأخلاقية - القائلة بأن أخلاقنا متجذرة في كل من الشرائع السماوية أو القوانين الطبيعية للكون، وليست ناتجة عن أي شعور أو فكر أو عاطفة إنسانية.

### التلاعب
يمكن أن يتم التلاعب بالخوف سياسيا وثقافيا لإقناع المواطنين بالأفكار التي يمكن أن يرفضوها على نطاق واسع أو ثني المواطنين عن أفكار يمكن أن يدعموها في الظروف العادية، وفي سياقات الكوارث، فإن الدول القومية تدير الخوف ليس فقط لتوفير مواطنيها بتفسير حول الأحداث أو إلقاء اللوم على بعض الأقليات، ولكن أيضا لضبط معتقداتهم السابقة. ويتم التلاعب بالخوف عن طريق الوسائل الرمزية مثل أفلام الرعب والأيديولوجيات الإدارية التي تؤدي إلى القومية. وبعد وقوع الكارثة، يتم إعادة توجيه الخوف في جو من النشوة على أساس الوطنية. ويعتبر الخوف والشر متشابكان بصورة لا فكاك منها.

### انعكاس الخوف
تم العثور على أدبيات الخوف في الأساطير والفولكلور، وصور في الكتب والأفلام، مثل قصة الشباب الذي خرج للتعرف على ماهية الخوف وهي خرافة ألمانية تتعامل مع موضوع لا يعرف الخوف. على سبيل المثال، تشمل العديد من قصص الشخصيات الذين يخشون خصم من هذه المؤامرة. وواحدة من الخصائص المهمة للأبطال التاريخيين والأسطوريين عبر الثقافات هو أن تكون لديه شجاعة في مواجهة أعداء كبيرة وغالبا مميتة.

## عدم القدرة على التجربة
الناس الذين لديهم تلف في اللوزة المخية، مثل من مرض أورباخ فيته (Urbach–Wiethe disease)، غير قادرين على مواجهة الخوف.

## علاج الخوف الشديد
هناكَ أكثرُ من طريقةٍ في علم النّفسِ تُستخدَمُ لمعالَجةِ المريضِ ومساعدتِهِ للتخلُّصِ من الخوف الشّديد، يستطيعُ المريضُ أن يقومَ بها بنفسهِ أو يقومُ بها ويشرفُ عليها معالجٌ مختصّ.
- التعامل مع الخوف على إنه مؤثر غير حقيقي يزول بزوال الأمر المثير للخوف
- أخذ قسط من الراحة
- السفر
- ممارسة الرياضة
- علاجُ المواقفِ التي تقومُ على المُعتقداتِ الخاطئةِ
- التعَّرضُ المُكثَّف للخوفِ أو العلاج بطريقة الغَمرِ
- المواجهة بالتخّيل
- الغمر بالواقع